# Selena (amerikanische Sängerin)
Selena Quintanilla-Pérez (* 16. April 1971 als Selena Quintanilla in Lake Jackson, Texas; † 31. März 1995 in Corpus Christi, Texas), meist nur Selena genannt, war eine US-amerikanische Tejano-Sängerin. Durch ihren frühen Tod wurde sie in Mexiko und den USA zur Legende. Auch heute noch ist sie eine der beliebtesten Latina-Sängerinnen, die die Latin-Musikszene stark beeinflusst hat.

## Leben

### Die frühen Jahre
Selena wurde in Lake Jackson in Texas geboren und wuchs in Corpus Christi auf, wo auch ihre musikalische Karriere begann. Ihr Vater, Abraham Quintanilla Jr., war von 1957 bis 1972 Sänger der Band Los Dinos und förderte das musikalische Talent seiner Kinder. Selena, ihr Bruder Abraham Isaac III (Bass) und ihre Schwester Suzette (Schlagzeug) wurden die zweite Generation der Los Dinos. Die anderen beiden Mitglieder waren Ricky Vela am Keyboard und Roger Garcia an der Gitarre. Ihren ersten Auftritt vor Publikum hatte Selena als Achtjährige im mexikanischen Restaurant ihres Vaters in Lake Jackson. Ihre ersten Aufnahmen entstanden im Alter von neun Jahren. In ihrer Jugendzeit war Selena regelmäßig auf Tour. Sie beendete die High School per Fernabschluss, während sie durch das ganze Land reiste. Nach erfolgreichen Alben wie Alpha und Muñequito de trapo (beide 1986) gewann Selena 1987 im Alter von 15 Jahren bei den Tejano Music Awards den Preis für den Entertainer of the Year. Dadurch wurde auch Jose Behar vom Musiklabel EMI-Latin auf sie aufmerksam. 1989 wurde sie von Capitol Records unter Vertrag genommen.

### Der Durchbruch
Bereits ihr 1990er Album Ven conmigo erreichte Gold-Status. Durch den Hit Baila esta cumbia wurde Selena erstmals einem größeren Publikum bekannt. Daraufhin nahm Coca-Cola sie unter Vertrag, weil der Konzern in ihr die geeignete Werbeperson für die junge Latino-Zielgruppe sah, und produzierte mehrere Werbespots mit ihr. Ihr endgültiger musikalischer Durchbruch kam 1992. Ihr Album Entre a mi mundo kam unter die Top 100 der Albumverkaufscharts und erreichte Platz 4 der Latincharts. Zu verdanken hatte sie dies vor allem dem Song Como la flor. Auch heute noch ist es eines ihrer beliebtesten Lieder und wurde zu ihrem Markenzeichen. Ihr erstes Musikvideo wurde allerdings zu La carcacha gedreht, das ebenfalls ein Hit wurde. Anerkennung der gesamten Musikwelt erlangte Selena bei den Grammy Awards 1994. Ihr 1993er Album Live!, das Aufnahmen eines Konzerts in Corpus Christi sowie neue Studioaufnahmen enthielt, wurde mit einem Grammy-Award in der Kategorie Best Mexican-American Album ausgezeichnet.
Ihr Album Amor Prohibido (1994) wurde ihr zu Lebzeiten erfolgreichstes Album. Hits wie Bidi Bidi Bom Bom, No me queda más und auch der Titelsong Amor Prohibido erfreuen sich auch heute noch großer Beliebtheit. Es erhielt für mehr als 1,2 Millionen verkaufte Exemplare in den USA eine Auszeichnung über 2x Diamant (20-mal Platin, im Latin-Award). Selenas letztes Musikvideo (No me queda más) entstand 1994 in San Antonio, Texas. Auch Amor prohibido wurde für einen Grammy-Award nominiert. Selena hält den Rekord, die größte Menschenmenge im Astrodome in Houston versammelt zu haben. 1993 wollten über 67.000 Fans Selena bei der Houston Livestock Show and Rodeo sehen. Selenas bekanntestes Konzert war zugleich ihr letztes. Am 26. Februar 1995 kamen erneut über 64.000 Fans im Houston Astrodome zusammen, um die als „La reina del Tex-Mex“ bekannte Sängerin live zu sehen.
Neben ihrer Karriere als Sängerin war Selena auch als Modedesignerin tätig. Sie eröffnete zwei Boutiquen in Corpus Christi und San Antonio, beide unter dem Label Selena Etc. Auch als Schauspielerin war die Künstlerin tätig. Im Film Don Juan DeMarco spielt sie neben Johnny Depp, Marlon Brando und Faye Dunaway eine Mariachisängerin. Für den Soundtrack nahm sie vier Songs auf. Nach Selenas Tod wurden einige der mit ihr bereits abgedrehten Szenen aus dem Film geschnitten. Nachdem Chris Pérez den Gitarristen Roger Garcia ersetzt hatte, wurden Pérez und Selena ein Paar; sie heirateten am 2. April 1992.

### Ermordung

Selenas Grab in Corpus Christi, Texas

Yolanda Saldívar gehörte zum engsten Freundeskreis der Sängerin. Sie wurde Managerin der Boutiquen und Präsidentin von Selenas Fanclub. 1995 entdeckten die Quintanillas, dass Saldívar Geld der Boutiquen und des Fanclubs unterschlug. Sie entließen Saldívar. Während sich der Rest der Familie darauf von ihr abwandte, hielt Selena weiterhin zu ihrer Freundin. Am Morgen des 31. März 1995 suchte die Sängerin Yolanda Saldívar auf, um sich fehlende Dokumente aushändigen zu lassen. In einem Hotel kam es zum Streit zwischen den beiden. Als Selena den Raum verlassen wollte, schoss Saldívar ihr in den Rücken und verletzte eine Hauptarterie. Trotz der schweren Verletzung flüchtete sich Selena in die Hotellobby, wo sie zusammenbrach. Bevor sie bewusstlos wurde, konnte sie noch den Namen der Täterin und die Zimmernummer nennen. Selena Quintanilla-Pérez starb am selben Tag in einem nahegelegenen Krankenhaus. Im Oktober 1995 wurde Saldívar vor einem Houstoner Gericht als Mörderin Selenas zu lebenslanger Haft verurteilt.

## Nach dem Tod
Im Sommer 1995 erschien Selenas erstes englischsprachiges Album, an dem sie bis kurz vor ihrem Tod noch gearbeitet hatte. Dreaming of You, eine Kombination aus neuen englischen Tracks wie I Could Fall in Love und Dreaming of You und spanischen Songs wie Tú, sólo tú sowie einigen Neuabmischungen von Selenas spanischsprachigen Hits wie Techno Cumbia, debütierte als Nummer 1 der offiziellen Albumcharts in den USA. Selena war die erste spanischsprachige Künstlerin, der dies gelang. Am ersten Verkaufstag wurden über 175.000 CDs von Dreaming of You verkauft, bis heute wurden über 2,1 Millionen Alben allein in den USA verkauft. Dafür erhielt Selena eine Auszeichnung über 3x Diamant (35-mal Platin, im Latin-Award).
Das Magazin People veröffentlichte eine Gedenkausgabe zu Ehren Selenas – solch eine Sonderausgabe wurde bisher erst für zwei weitere Personen veröffentlicht: Grace Kelly und Diana. Da auch im Norden des Landes die Nachfrage enorm groß war, musste zum ersten Mal in der Geschichte des People-Magazins eine Ausgabe nachgedruckt werden. Außerdem wurde dies zum Anlass genommen, eine spanische Ausgabe des Magazins herauszugeben: People en Español. George W. Bush, der damalige Gouverneur von Texas, erklärte am 12. April 1995 den 16. April 1995, Selenas 24. Geburtstag, zum Selena Day. In Corpus Christi, in dessen Stadtteil La Molina die Künstlerin lebte, wurden mehrere Gedenkstätten errichtet, darunter ein Museum und eine Bronzestatue.
Auch Jennifer Lopez verdankt Selena ihren Durchbruch. Sie spielte die Hauptrolle in dem Kinofilm Selena – Ein amerikanischer Traum aus dem Jahre 1997. Nicht zuletzt dank Selenas mittlerweile enormer Popularität wurde der Film zum Erfolg in den USA und vielen spanischsprachigen Ländern. Ein großes Gedenkkonzert namens ¡Selena vive!, an dem über 50.000 Fans teilnahmen, fand am 7. April 2005 im Reliant Stadium in Houston statt. Diese Arena befindet sich neben dem Astrodome, in dem Selenas letztes Konzert stattfand. Latin-Musikstars wie Gloria Estefan, Thalía, Paulina Rubio, Soraya und die Kumbia Kings, die ihr Bruder A.B. III ins Leben rief, traten auf. ¡Selena vive! hält seitdem den Rekord für das meistgesehene spanischsprachige TV-Programm in der US-Geschichte.
Am 3. November 2017 wurde Selena posthum mit einem Stern auf dem berühmten Hollywood Walk of Fame geehrt. 2024 wurde sie posthum mit der National Medal of Arts ausgezeichnet.

## Diskografie

### Alben
| Jahr | Titel                                             | Höchstplatzierung, Gesamtwochen, AuszeichnungChartplatzierungen (Jahr, Titel, Platzierungen, Wochen, Auszeichnungen, Anmerkungen) | Höchstplatzierung, Gesamtwochen, AuszeichnungChartplatzierungen (Jahr, Titel, Platzierungen, Wochen, Auszeichnungen, Anmerkungen) | Anmerkungen                                                                                |
| Jahr | Titel                                             | US | Latin | Anmerkungen                                                                                |
| ---- | ------------------------------------------------- | --- | --- | ------------------------------------------------------------------------------------------ |
| 1992 | Entre a Mi Mundo                                  | US97 Gold · (7 Wo.)US | Latin4 Diamant + Platin · (117 Wo.)Latin                                                                                          | Erstveröffentlichung: 6. Mai 1992 Charteinstieg erst 1995                                  |
| 1993 | Live!                                             | US79 (7 Wo.)US | Latin2 ×8Achtfachplatin · (129 Wo.)Latin                                                                                          | Erstveröffentlichung: 4. Mai 1993 Charteinstieg erst 1995                                  |
| 1994 | Amor Prohibido                                    | US29 ×2Doppelplatin · (24 Wo.)US                                                                                                  | Latin1 ×4Vierfachdiamant + Platin · (207 Wo.)Latin                                                                                | Erstveröffentlichung: März 1994                                                            |
| 1994 | 12 Super Éxitos                                   | US64 Gold · (10 Wo.)US | Latin2 (76 Wo.)Latin | Erstveröffentlichung: 18. Oktober 1994                                                     |
| 1995 | Las Reinas Del Pueblo                             | US147 (4 Wo.)US | Latin5 (39 Wo.)Latin | Erstveröffentlichung: 4. April 1995 mit Graciela Beltran                                   |
| 1995 | Dreaming of You                                   | US1 ×3Dreifachplatin · (49 Wo.)US                                                                                                 | Latin1 ×6×2Sechsfachdiamant + Doppelplatin · (106 Wo.)Latin                                                                       | Erstveröffentlichung: 18. Juli 1995                                                        |
| 1996 | Exitos y Recuerdos                                | — | Latin13 (63 Wo.)Latin | Erstveröffentlichung: 15. März 1996                                                        |
| 1996 | Siempre Selena                                    | US82 (… Wo.)US | Latin1 ×3Dreifachplatin · (56 Wo.)Latin                                                                                           | Erstveröffentlichung: 29. Oktober 1996                                                     |
| 1997 | Selena Remembered: Her Life, Her Music, Her Dream | — | Latin61 (2 Wo.)Latin | Erstveröffentlichung: 1. April 1997 Charteinstieg nach Wiederveröffentlichung 2005         |
| 1998 | Anthology                                         | US131 (6 Wo.)US | Latin1 Diamant · (38 Wo.)Latin | Erstveröffentlichung: 7. April 1998                                                        |
| 1999 | All My Hits: Todos Mis Éxitos                     | US54 (19 Wo.)US | Latin1 Diamant · (68 Wo.)Latin | Erstveröffentlichung: 9. März 1999                                                         |
| 2000 | All My Hits/Todos Mis Éxitos Vol. 2               | US149 (6 Wo.)US | Latin1 ×2Doppelplatin · (50 Wo.)Latin                                                                                             | Erstveröffentlichung: 29. Februar 2000                                                     |
| 2001 | Live! The Last Concert                            | US176 (3 Wo.)US | Latin2 ×5Fünffachplatin · (72 Wo.)Latin                                                                                           | Erstveröffentlichung: 27. März 2001                                                        |
| 2002 | Ones                                              | US42 Gold · (30 Wo.)US | Latin2 ×8Diamant + Achtfachplatin · (455 Wo.)Latin                                                                                | Erstveröffentlichung: 1. Oktober 2002 Charteinstieg 2016 nach Vinyl-Wiederveröffentlichung |
| 2003 | Greatest Hits                                     | US117 (1 Wo.)US | Latin— ×4VierfachplatinLatin | Erstveröffentlichung: 24. Juni 2003                                                        |
| 2004 | Momentos Intimos                                  | — | Latin11 Gold · (17 Wo.)Latin | Erstveröffentlichung: 23. März 2004                                                        |
| 2005 | Unforgettable: The Studio Album                   | — | Latin17 Platin · (8 Wo.)Latin | Erstveröffentlichung: 29. März 2005                                                        |
| 2005 | Unforgettable: The Live Album                     | — | Latin26 (4 Wo.)Latin | Erstveröffentlichung: 29. März 2005                                                        |
| 2005 | Unforgettable: Special Edition                    | — | Latin18 (3 Wo.)Latin | Erstveröffentlichung: 29. März 2005                                                        |
| 2006 | Dos Historias                                     | — | Latin21 (8 Wo.)Latin | Erstveröffentlichung: 28. Februar 2006 mit Ana Bárbara                                     |
| 2007 | Through the Years / A Traves de los Años          | — | Latin28 (5 Wo.)Latin | Erstveröffentlichung: 3. April 2007                                                        |
| 2010 | La Leyenda                                        | — | Latin7 Platin · (37 Wo.)Latin | Erstveröffentlichung: 9. März 2010                                                         |
| 2012 | Enamorada de Ti                                   | US135 (1 Wo.)US | Latin1 Gold · (14 Wo.)Latin | Erstveröffentlichung: 3. April 2012                                                        |
| 2015 | Lo Mejor de...Selena                              | US102 (1 Wo.)US | Latin2 ×2Doppelplatin · (84 Wo.)Latin                                                                                             | Erstveröffentlichung: 31. März 2015                                                        |

grau schraffiert: keine Chartdaten aus diesem Jahr verfügbar
Weitere Alben
- 1984: Selena y Los Dinos (Re-Release 1985: Mis Primeras Grabaciones)
- 1985: The New Girl in Town
- 1986: Alpha
- 1986: Muñequito de trapo
- 1987: And the Winner Is …
- 1988: Preciosa
- 1988: Dulce amor
- 1989: Selena (US: Gold (Latin))
- 1990: 16 super éxitos originales [Mis primeros éxitos]
- 1990: Ven conmigo (US: ×4Vierfachplatin (Latin) )
- 1990: Personal Best
- 1992: Baila esta cumbia (Mexican Release)
- 1992: Selena y Emilio – Entertainers of the Year
- 1993: Mis mejores canciones – 17 super éxitos (US: Diamant (Latin))
- 1993: Quiero (Mexican Release)
- 1994: Selena
- 1994: Selena y Los Barrio Boyzz – 10 super éxitos
- 1994: Como la flor (Venezuelan Release)
- 1995: Grandes éxitos
- 1997: The Selena Collection
- 1997: Selena – OST – Soundtrack (US: Platin)
- 1997: Selena – OST – Soundtrack – Score
- 1997: Éxitos y recuerdos / Éxitos del recuerdo
- 2000: Sing Along Karaoke
- 2000: Selena y sus inicios Volume 1
- 2002: Selena – OST – Soundtrack
- 2003: Selena y sus Inicios Volume 2
- 2004: Selena y sus inicios Volume 3
- 2004: Selena y sus inicios Volume 4
- 2005: Remembered Her Life, Her Music, Her Dream (CD + DVD) & (DVD)
- 2005: Unforgettable (Studioalbum + Live-Album + Greatest-Hits-DVD + Remembered DVD) (Ultimate Edition)
- 2006: ¡Selena Vive! (CD + DVD / DVD)
- 2007: Classic Series, Vol. 1
- 2007: Classic Series, Vol. 2

### Singles
| Jahr | Titel Album                                               | Höchstplatzierung, Gesamtwochen, AuszeichnungChartplatzierungen (Jahr, Titel, Album, Platzierungen, Wochen, Auszeichnungen, Anmerkungen) | Höchstplatzierung, Gesamtwochen, AuszeichnungChartplatzierungen (Jahr, Titel, Album, Platzierungen, Wochen, Auszeichnungen, Anmerkungen) | Anmerkungen                          |
| Jahr | Titel Album                                               | US | Latin | Anmerkungen                          |
| ---- | --------------------------------------------------------- | --- | --- | ------------------------------------ |
| 1992 | Buenos amigos Entre a Mi Mundo                            | — | Latin1 Gold · (17 Wo.)Latin | mit Alvaro Torres                    |
| 1992 | Como la flor Entre a Mi Mundo                             | — | Latin6 ×9Neunfachplatin · (19 Wo.)Latin                                                                                                  |                                      |
| 1993 | ¿Qué creías? Entre a Mi Mundo                             | — | Latin14 Gold · (14 Wo.)Latin |                                      |
| 1993 | Amame Entre a Mi Mundo                                    | — | Latin27 (6 Wo.)Latin |                                      |
| 1993 | No debes jugar Live!                                      | — | Latin3 Platin · (18 Wo.)Latin |                                      |
| 1993 | La llamada Live!                                          | — | Latin5 Platin · (16 Wo.)Latin |                                      |
| 1994 | Donde quiera que estés Donde Quiera Que Estés             | — | Latin1 Gold · (16 Wo.)Latin | mit The Barrio Boyzz                 |
| 1994 | Amor prohibido Amor Prohibido                             | — | Latin1 ×7Siebenfachplatin · (20 Wo.)Latin                                                                                                |                                      |
| 1994 | Bidi bidi bom bom Amor Prohibido                          | — | Latin1 ×9Neunfachplatin · (26 Wo.)Latin                                                                                                  |                                      |
| 1994 | No Me Queda Mas Amor Prohibido                            | — | Latin1 ×4Vierfachplatin · (33 Wo.)Latin                                                                                                  |                                      |
| 1995 | Fotos y recuerdos (Back On The Chain Gang) Amor Prohibido | — | Latin1 Platin · (25 Wo.)Latin |                                      |
| 1995 | I Could Fall In Love Dreaming of You                      | US— GoldUS | Latin2 (19 Wo.)Latin |                                      |
| 1995 | Tú, solo tú Dreaming of You                               | — | Latin1 Platin · (26 Wo.)Latin |                                      |
| 1995 | Techno cumbia Dreaming of You                             | — | Latin4 Platin · (12 Wo.)Latin |                                      |
| 1995 | El toro relajo Dreaming of You                            | — | Latin24 (4 Wo.)Latin |                                      |
| 1995 | Dreaming of You                                           | US22 Gold · (20 Wo.)US | Latin11 (10 Wo.)Latin |                                      |
| 1996 | No quiero saber Siempre Selena                            | — | Latin6 (13 Wo.)Latin |                                      |
| 1996 | Siempre hace frio Siempre Selena                          | — | Latin2 (16 Wo.)Latin |                                      |
| 1997 | Costumbres Siempre Selena                                 | — | Latin15 (7 Wo.)Latin |                                      |
| 1997 | Last Dance/The Hustle/On The Radio –                      | — | Latin25 (5 Wo.)Latin |                                      |
| 2005 | Baila está cumbia –                                       | — | Latin44 ×6Sechsfachplatin · (2 Wo.)Latin                                                                                                 | mit A. B. Quintanilla & Kumbia Kings |
| 2012 | Amor prohibido Enamorada de Ti                            | — | Latin23 (9 Wo.)Latin | mit Samo                             |

## Auszeichnungen für Musikverkäufe
| Goldene Schallplatte - Hongkong - 1997: für das Album Selena (Soundtrack) - Kanada - 1995: für das Album Dreaming of You - Vereinigte Staaten - 2017: für die Single Cumbia Medley | 2× Platin-Schallplatte - Vereinigte Staaten - 2017: für die Single El Chico Del Apartamento 512 3× Platin-Schallplatte - Vereinigte Staaten - 2017: für die Single La Carcacha - 2017: für die Single Si Una Vez 5× Platin-Schallplatte - Spanien - 2025: für die Single La Carcacha |

Anmerkung: Auszeichnungen in Ländern aus den Charttabellen bzw. Chartboxen sind in ebendiesen zu finden.
| Land/RegionAuszeichnungen für Musikverkäufe (Land/Region, Auszeichnungen, Verkäufe, Quellen) | Gold       | Platin         | Diamant       | Verkäufe   | Quellen             |
| -------------------------------------------------------------------------------------------- | ---------- | -------------- | ------------- | ---------- | ------------------- |
| Hongkong (IFPI/HKRIA)                                                                        | Gold1      | —              | —             | 10.000     | Einzelnachweise     |
| Kanada (MC)                                                                                  | Gold1      | —              | —             | 50.000     | musiccanada.com     |
| Spanien (Promusicae)                                                                         | —          | 5× Platin5     | —             | 300.000    | elportaldemusica.es |
| Vereinigte Staaten (RIAA)                                                                    | 12× Gold12 | 96× Platin96   | 15× Diamant15 | 23.080.000 | riaa.com            |
| Insgesamt                                                                                    | 14× Gold14 | 101× Platin101 | 15× Diamant15 |            |                     |